# 徳島地方検察庁
徳島地方検察庁（とくしまちほうけんさつちょう）は、徳島県徳島市にある日本の地方検察庁の一つで、徳島県を管轄している。略称は、徳島地検（とくしまちけん）。阿南、美馬に支部を置いている。

## 所在地
- 本庁 - 徳島市徳島町2丁目17 徳島法務総合庁舎
- 阿南支部 - 阿南市富岡町西池田口1-2
- 美馬支部 - 美馬市脇町大字脇町1229-7

## 管轄
- 本庁
  - 徳島区検察庁（徳島市・小松島市・阿波市（柿原、五条、西条、秋月、浦池、郡土成、成当、水田、高尾、宮川内、吉田）・名東郡・勝浦郡・名西郡・板野郡（北島町藍住町板野町上板町））
  - 鳴門区検察庁（鳴門市・板野郡（松茂町））
  - 吉野川区検察庁（吉野川市・阿波市（徳島簡易裁判所の管轄区域を除く））
- 阿南支部
  - 阿南区検察庁（阿南市・那賀郡）
  - 牟岐区検察庁（海部郡）- 阿南区検察庁に同居
- 美馬支部
  - 美馬区検察庁（美馬市・美馬郡）
  - 徳島池田区検察庁（三好市・三好郡）- 交通切符以外の通常業務は美馬区検察庁に統合